# Katastrofa mostu Francisa Scotta Keya
Katastrofa mostu Francisa Scotta Keya – zawalenie się 26 marca 2024 mostu Francisa Scotta Keya w Baltimore w stanie Maryland w Stanach Zjednoczonych, wskutek uderzenia w jedną z jego głównych podpór przez zamierzający pod nim przepłynąć kontenerowiec Dali.

## Historia

### Tło

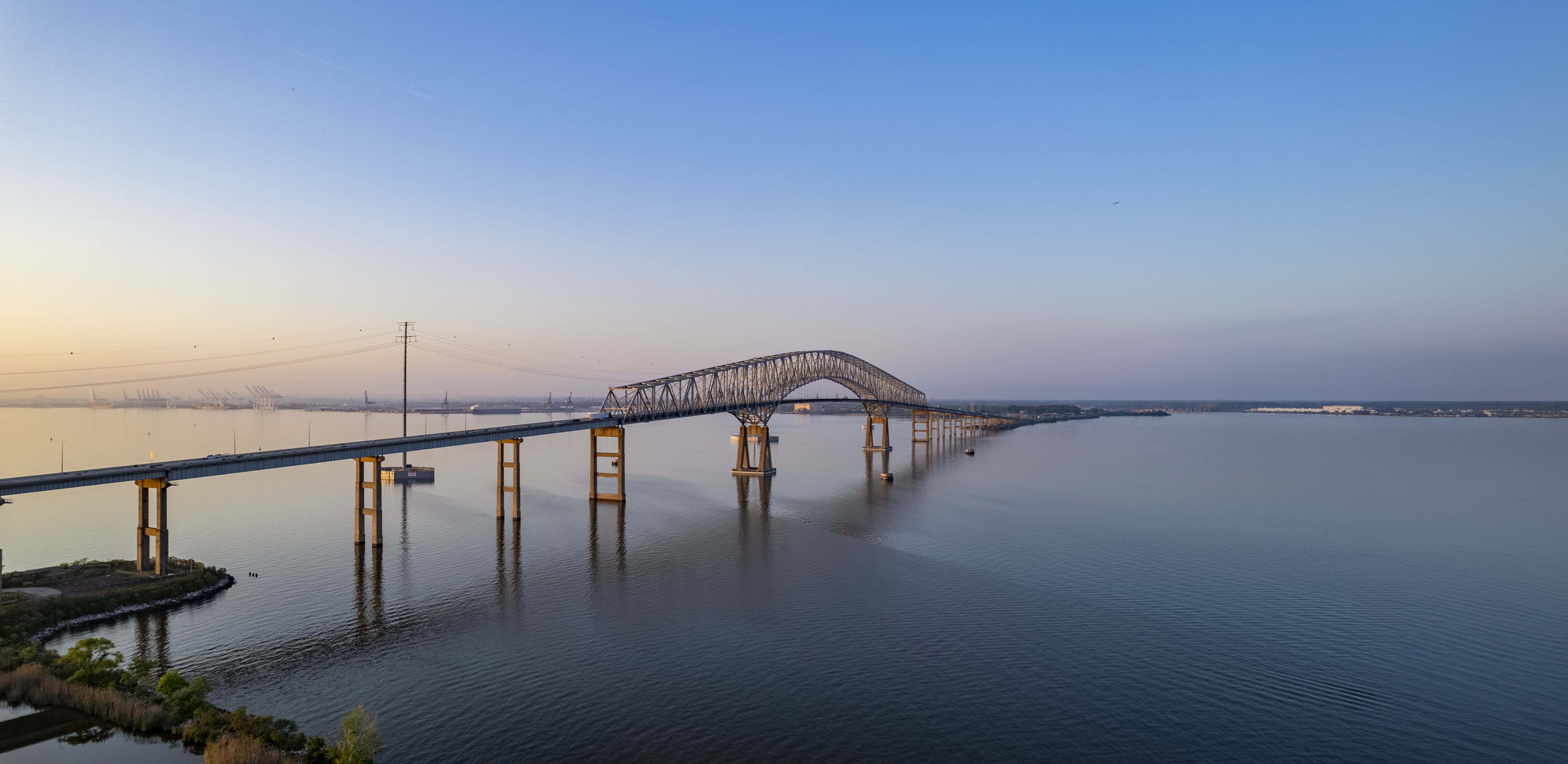
Most Francisa Scotta Keya przed katastrofą (2022)

Most Francisa Scotta Keya (ang. Francis Scott Key Bridge) był jednym z najdłuższych na świecie stalowych mostów kratownicowych. Miał długość 2,6 km i został oddany do użytku w 1977. Nazwano go na cześć Francisa Scotta Keya, autora słów hymnu Stanów Zjednoczonych. Most był częścią autostrady międzystanowej 695 i dziennie przejeżdżało przez niego średnio około 34 tys. pojazdów. Most był przerzucony nad rzeką Patapsco, którą przebiega kanał żeglugowy, łączący port w Baltimore z Oceanem Atlantyckim.

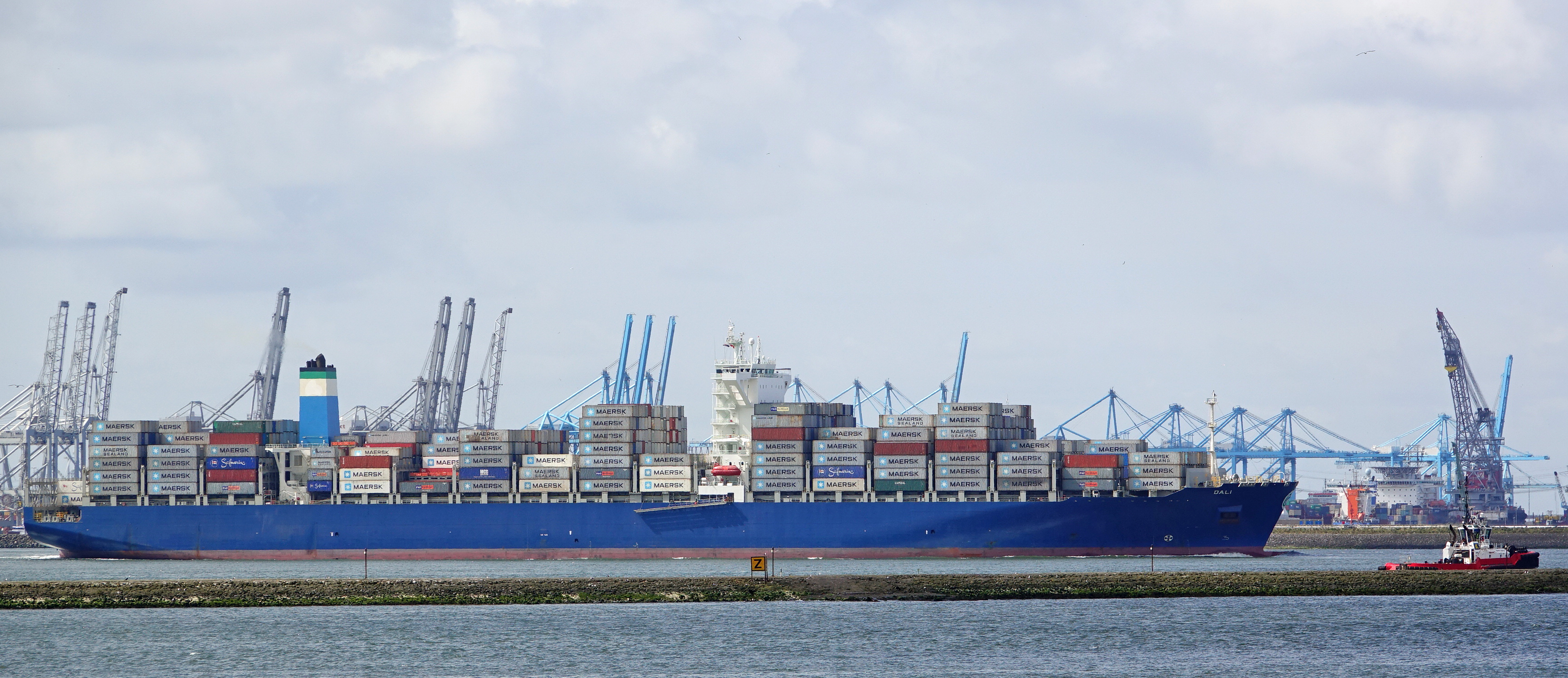
Kontenerowiec Dali w porcie w Rotterdamie (2017)

Kontenerowiec Dali to jednostka zbudowana w 2015 w Korei Południowej przez firmę Hyundai Heavy Industries. Statek pływał pod banderą Singapuru i należał do greckiej firmy żeglugowej Grace Ocean. Został nazwany na cześć Salvadora Dalego. Wymiary jednostki: długość 299 metrów, szerokość 48 metrów, wysokość 40 metrów. Statek był kontenerowcem typu neopanamax. 22 członków załogi było obywatelami Indii.

### Zderzenie
26 marca 2024 przed rozpoczęciem rejsu, MS Dali był zacumowany w porcie w Baltimore przy terminalu Seagrid, gdzie załadowano na niego 4700 kontenerów (z czego 56 zawierało łącznie 764 ton materiałów niebezpiecznych). O godz. 0:39 czasu lokalnego statek rozpoczął rejs, którego celem miało być Kolombo na Sri Lance, a o 0:44 opuścił port. O 1:24 płynął kanałem kursem 141° i osiągnął prędkość 8 węzłów (14,8 km/h). O godzinie 1:25 na statku uruchomiło się wiele alarmów. Mniej więcej w tym samym czasie na statku zepsuł się generator główny. Załoga uruchomiła generator zapasowy, aczkolwiek nie udało się uruchomić silników. Statek wysłał sygnał „Mayday” oraz informację, że kontrola nad statkiem została utracona i jest możliwe zderzenie się z mostem. Departament Transportu Maryland w reakcji na alarm zablokował ruch na moście. Na statku zgasły światła, a w ramach procedury awaryjnej rzucono kotwice. Wezwano także holownik do pomocy.
O 1:29 statek, płynący z prędkością 8,7 węzła (16,1 km/h), uderzył w jedną z dwóch głównych podpór mostu. Podpora zawaliła się powodując zniszczenie – w czasie paru sekund – większej części struktury. Część mostu spadła na kontenerowiec uszkadzając go.
W trakcie zdarzenia z kontenerowca do wody wypadły dwa kontenery. Żaden z nich nie zawierał substancji niebezpiecznych.
     Miejsce zderzenia
     Zawalony fragment mostu

### Akcja ratunkowa

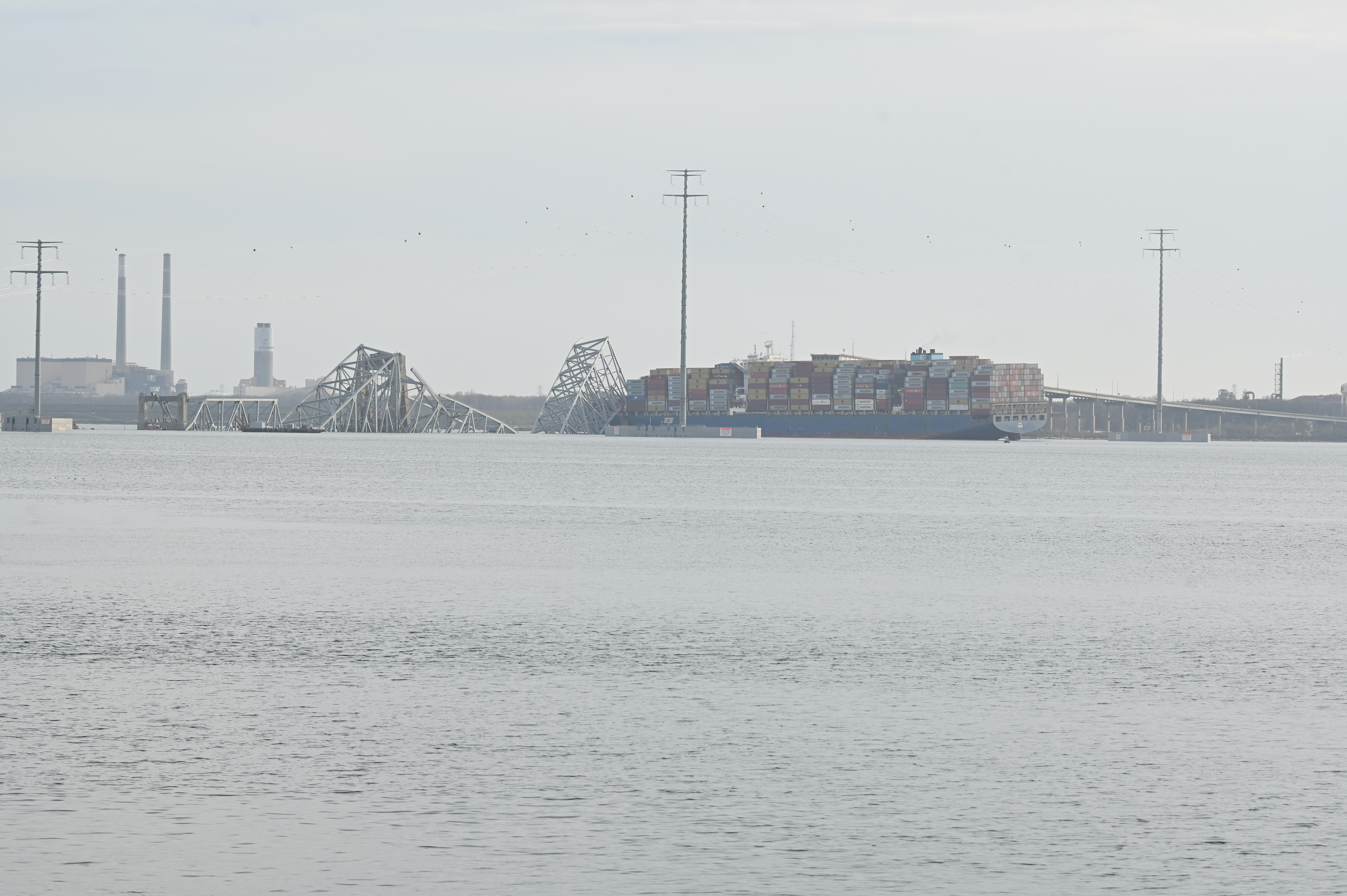
Zawalony most oraz kontenerowiec, widziane z brzegu

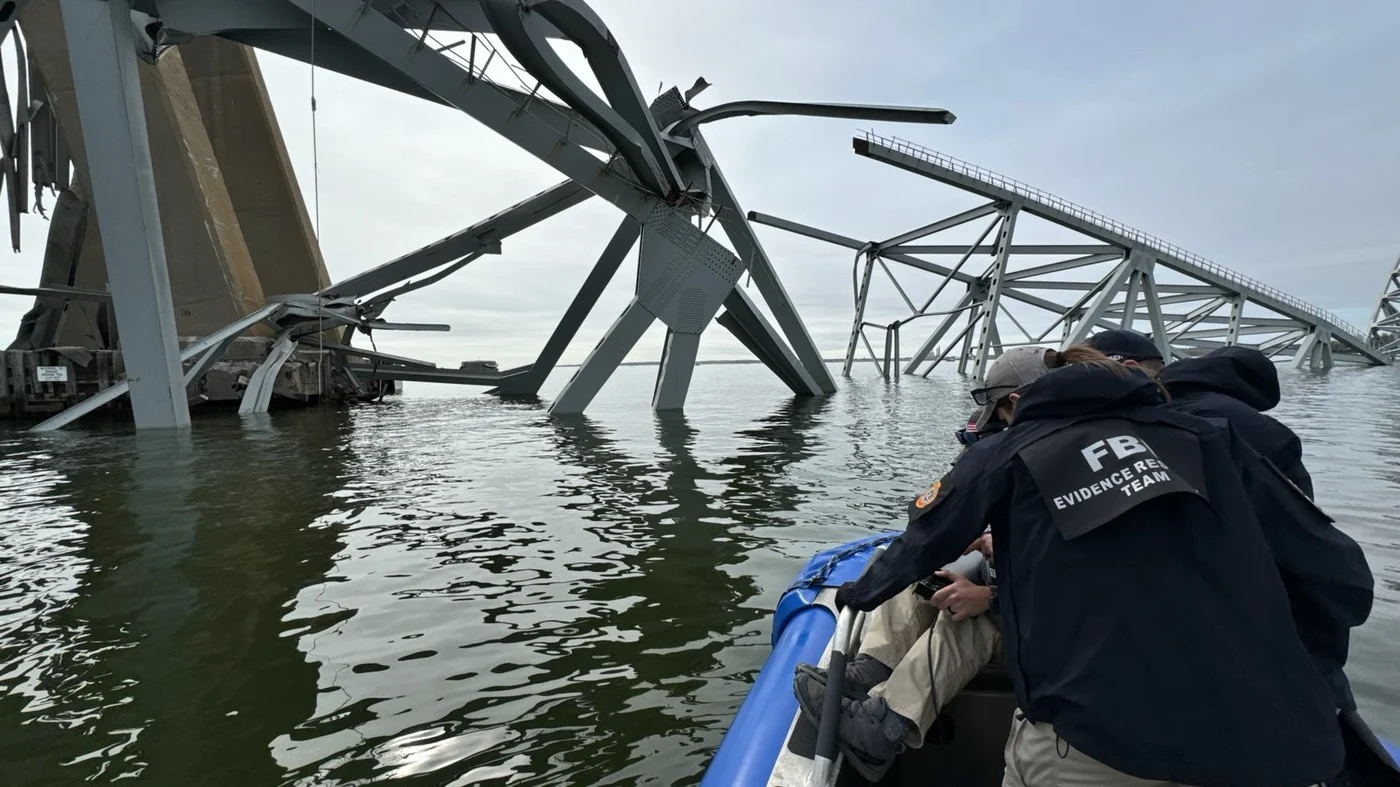
Śledczy FBI badający miejsce katastrofy

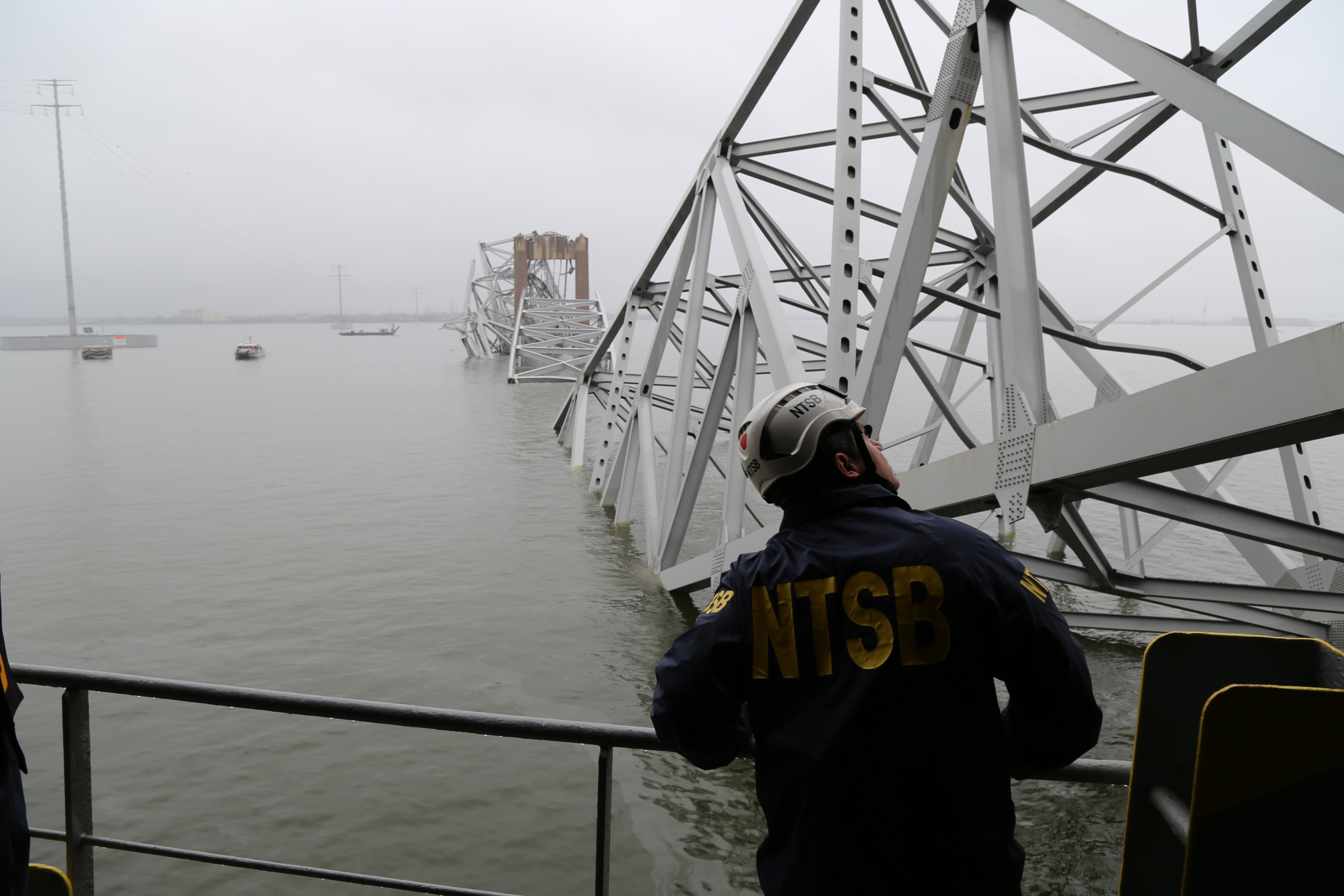
Pracownik NTSB oglądający zawalony most

Podczas zdarzenia na moście znajdowało się wiele pojazdów, oraz ekipa remontowa naprawiająca uszkodzenia nawierzchni.
Zespoły ratunkowe zostały powiadomione o katastrofie o godz. 1:35. Rozpoczęła się zakrojona na szeroką skalę akcja ratunkowa. Straż Przybrzeżna Stanów Zjednoczonych wysłała w rejon akcji łodzie i śmigłowce ratownicze. Wysłano także nurków, którzy mieli szukać osób, które wpadły do wody. Łącznie działania ratunkowe prowadziło 50 nurków.

## Ofiary
Do wody o temperaturze 8 °C spadło, z wysokości 56 metrów, 8 osób. Wszyscy byli członkami ekipy remontowej.
Szef straży pożarnej w Baltimore o 6:30 ogłosił, że służbom udało się wyciągnąć 2 osoby. Jedna z nich miała być w stanie krytycznym, a druga nie odniosła większych obrażeń. Pozostałe sześć osób uznano za zaginione, a po zawieszeniu działań poszukiwawczych, za zmarłe. Byli to obywatele Meksyku, Gwatemali, Salwadoru i Hondurasu.
Ponadto w rzece odnaleziono za pomocą sonaru 3 samochody osobowe, jedną betoniarkę oraz jeszcze jeden, trudny do identyfikacji pojazd.
27 marca, dzień po katastrofie, ratownikom udało się wyciągnąć dwa ciała spod wody. Były one uwięzione w czerwonym pickupie, który wpadł pod wodę podczas zawalenia się mostu i znajdował się 25 stóp (7,6 metra) pod powierzchnią. Ofiary zostały zidentyfikowane jako Alejandro Hernandez Fuentes (35 lat, Meksykanin) oraz Dorlian Ronial Castillo Cabrera (26 lat, Gwatemalczyk). Obaj byli członkami ekipy prowadzącej na moście prace naprawcze.
Według operatora statku, Synergy Marine Group, nikt z załogi statku poważnie nie ucierpiał.
5 kwietnia z zanurzonego pojazdu wydobyto ciało 38-letniego obywatela Hondurasu Maynora Yassira Suazo Sandovala.
14 kwietnia z zanurzonego pojazdu budowlanego wydobyto kolejne ciało. Rodzina ofiary wnioskowała o nieujawnianie tożsamości zmarłego.
1 maja zwłoki, należące do 49-letniego Miguela Angela Luny Gonzaleza mieszkającego w Glen Burnie, zostało wydobyte z czerwonej ciężarówki, która znajdowała się wśród zaginionych pojazdów budowlanych.
7 maja odnaleziono szóste i ostatnie ciało, należące do 37-letniego José Mynora Lópeza.

## Śledztwo
Narodowa Rada Bezpieczeństwa Transportu (National Transportation Safety Board, NTSB) rozpoczęła dochodzenie i wysłała tam swój zespół. Federalne Biuro Śledcze również przeprowadziło swoje śledztwo i potwierdziło, że zdarzenie nie miało charakteru terrorystycznego. Ponadto singapurskie Biuro Śledcze Bezpieczeństwa Transportu oraz Urząd Żeglugi i Portów Singapuru wysłały do Baltimore swoich pracowników, aby pomóc w dochodzeniu.
27 marca NTSB opublikowało zawartość czarnych skrzynek zabranych z pokładu statku.